# SLAC National Accelerator Laboratory

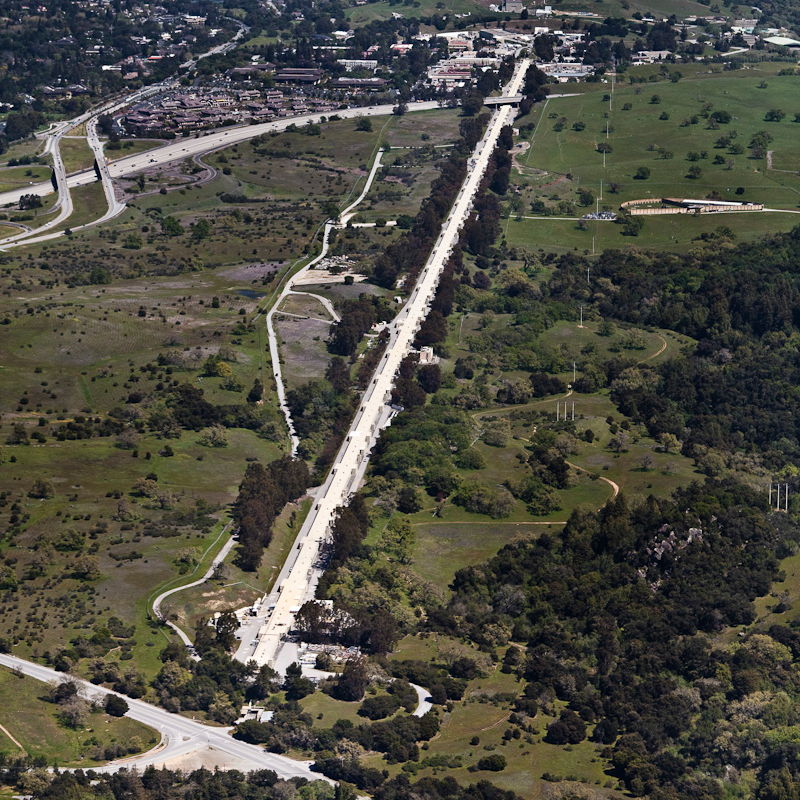
Luchtbeeld van het SLAC National Accelerator Laboratory in Menlo Park, Californië

Het SLAC National Accelerator Laboratory (vroeger Stanford Linear Accelerator Center (SLAC)) is een in 1962 in Menlo Park, Californië in de Verenigde Staten opgezet onderzoekslaboratorium. Het bevindt zich een paar kilometer ten westen van de campus van Stanford-universiteit.

## National Laboratory
SLAC is een van de 17 National Laboratories van de Verenigde Staten. Er wordt wetenschappelijk onderzoek verricht in opdracht van en onder supervisie van het United States Department of Energy (DOE). Andere laboratoria van het DOE van de federale overheid zijn bijvoorbeeld Los Alamos National Laboratory, Lawrence Berkeley National Laboratory en Brookhaven National Laboratory. Het DOE besteedt het dagelijks beheer van het SLAC National Accelerator Laboratory uit aan Stanford University middels een M&O-contract, wat staat voor management en operations.
Het onderzoekscentrum werd in 1962 opgericht als het Stanford Linear Accelerator Center. Het bevindt zich op grond van Stanford University in Menlo Park.

## Elementaire deeltjesfysica
Het SLAC onderzoeksprogramma concentreert zich op experimenteel en theoretisch research naar elementaire deeltjesfysica met elektronenstralen, naast een bredere scope van atoomfysica, vastestoffysica, scheikunde, biologie en geneeskunde middels synchrotronstraling.
De lineaire deeltjesversneller die hier werd gebouwd is met zijn lengte van 3,2 km de langste lineaire versneller te wereld, een versneller die sinds 1966 actief is. Elektronen en positronen kunnen er mee tot 50 GeV versneld worden. De claim is dat het het langste perfect rechte voorwerp in de wereld is. De versneller bevindt zich 9 m onder de grond, en kruist onder meer ondergronds de Interstate 280. Het bovenliggende gebouw is het langste gebouw van de Verenigde Staten.

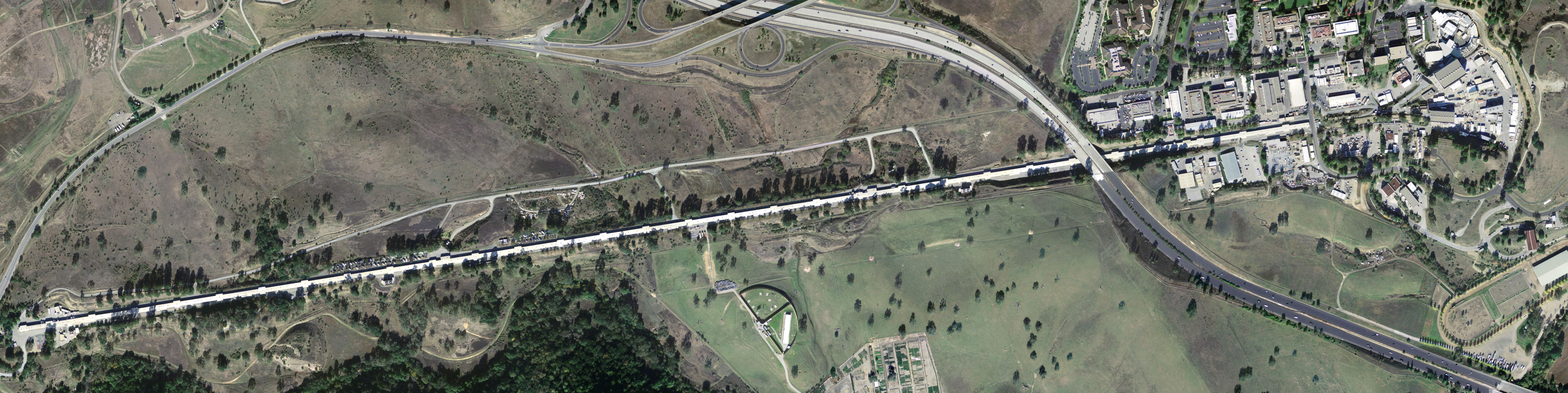
Lineaire deeltjesversneller

Maar ook de data uit de Large Area Telescope aan boord van de Fermi Gamma-ray Space Telescope is onmisbaar voor onderzoek.

## Resultaten
Het onderzoek in het laboratorium leidde mee tot drie bevindingen die werden bekroond met een Nobelprijs voor Natuurkunde:
- In 1976 deze voor Burton Richter van het SLAC en Samuel Ting van het Brookhaven National Laboratory. In de zoektocht naar het charm quark werd het J/ψ-meson ontdekt, een meson die een charm quark bevat. Het subatomair deeltje J/ψ-meson werd gelijktijdig door een team in SLAC, geleid door Richter en een team in BNL, geleid door Ting gevonden.
- In 1990 deze voor Jerome Friedman, Henry Kendall en Richard Taylor voor hun bevindingen naar diepe niet-elastische verstrooiing van elektronen op protonen en gebonden neutronen, die van essentieel belang waren voor de ontwikkeling van het quarkmodel in de fysica van elementaire deeltjes.
- In 1995 deze voor Martin Lewis Perl voor experimenteel pioniersonderzoek naar leptonfysica en specifiek voor de ontdekking van het tau-lepton. (Prijs gedeeld met Frederick Reines)

De ontmoetingsruimte van het SLAC verwierf ook om een andere reden een plaats in de geschiedenis van Silicon Valley. Het was hier dat een aantal bijeenkomsten van de Homebrew Computer Club en andere pioniers van de homecomputerrevolutie in de late jaren zeventig en de vroege jaren tachtig plaatsvonden.
De American Society of Mechanical Engineers (ASME) riep het SLAC uit tot een van de Historic Mechanical Engineering Landmarks, in een rijtje waar ook onder meer de Aandrijving van de Kabeltram van San Francisco, de Manitou and Pike's Peak Railway, de Mount Washington Cog Railway, de Crawler-transporter, de stoommachines van de USS Olympia (C-6), de Interborough Rapid Transit Company, het Springfield arsenaal, de Saturn V raket in het Lyndon B. Johnson Space Center, de ventilatie van de Holland Tunnel, de Icing research tunnel van het Glenn Research Center, de Tokaido Shinkansen, de Arecibo radiotelescoop of de Boeing 367-80 thuishoren.
En ook de Institute of Electrical and Electronics Engineers (IEEE) riep de oprichting van het Stanford Linear Accelerator Center in 1962 uit tot een IEEE milestone.
In 2008 werd de naam gewijzigd naar SLAC National Accelerator Laboratory. Het U.S. Department of Energy (DOE) wilde de naam van het centrum beveiligen als handelsmerk en Stanford University verzette zich tegen de inname door DOE van Stanford Linear Accelerator Center als handelsmerk.